# Boško Vuksanović
Boško Vuksanović (Kotor, 4 de enero de 1928 - Belgrado, 4 de abril de 2011) fue un waterpolista serbio que compitió bajo bandera yugoslava durante las décadas de los 40 y 50 del siglo XX.
En los Juegos Olímpicos de Helsinki 1952 se colgó junto a la selección yugoslava la medalla de plata en la competición de waterpolo. Cuatro años más tarde, fue nuevamente convocado para disputar los Juegos de Melbourne, pero no llegó a disputar ningún partidos a pesar de lo cual se volvió a colgar otra medalla de plata. En su palmarés también destacan dos medallas en el Campeonato Europeo, de plata el 1954 y de bronce en el 1950.
Posteriormente ejerció de entrenador de la selección nacional yugoslava. Entre los numerosos éxitos deportivos conseguidos, destaca la medalla de plata que ganó en los Juegos de 1964 en Tokio. También entrenó la selección alemana y diferentes clubs yugoslavos.